# SønderjyskE Herrehåndbold
|  | Denne side omhandler Sønderjysk Elitesports herrehåndboldhold. For alternative betydninger, se SønderjyskE Damehåndbold og SønderjyskE Ishockey. |
SønderjyskE Herrehåndbold er håndboldafdelingen for herrehåndbold i Sønderjysk Elitesport. Holdet har deres faste hjemmekampe i Broager Sparekasse Skansen i Sønderborg og spiller i landets bedste mandlige håndboldrække, Herrehåndboldligaen siden 2011. Holdets nuværende cheftræner er Rasmus Glad Vandbæk siden november 2022, hvor han overtog posten fra Klavs Bruun Jørgensen.
SønderjyskE blev skabt som en klub for hele Sønderjylland, da det var åbenlyst, at det var umuligt at skabe elitehold, der kunne konkurrere i de bedste ligaer på det tidligere byholdsbasis. Herrernes fodboldhold havde tidligere udelukkende base i Haderslev by under navnet Haderslev FK. I 2004 fusionerede alle eliteholdene i fodbold, ishockey og håndbold til SønderjyskE, hvilket gjorde det muligt for klubberne at repræsentere ikke kun en by, men hele Sønderjyllands region, hvilket gjorde holdene mere opmærksomme fra sponsorer, fans og medier. og gjorde det nemmere at beholde talenter i Sønderjylland.
Efter oprykningen til Jack & Jones Ligaen i 2011, spillede holdet sig for første gang i slutspillet i 2012/13-sæsonen og sluttede på en samlet 6. plads. Herefter etablerede de sig som fast ligahold, ved at slutte som nr. 5 i grundspillet i den efterfølgende sæson. Alligevel var de blot et enkelt point fra Aalborg Håndbold, til at kvalificere sig til DM-semifinalerne. Ligeledes var de a point med Bjerringbro-Silkeborg i HTH Ligaen 2020-21, med seks point for at komme i DM-semifinalerne. Her gik BSV dog videre, grundet en bedre målscore på +4 mod SønderjyskE's -4.

## Spillertruppen
Den aktuelle spillertrup for sæsonen 2022/23.
| Nr. | Navn                    | Nationalitet | Position     |
| --- | ----------------------- | ------------ | ------------ |
| 2   | Pelle Mørk Andersen     | Danmark      | Venstre back |
| 4   | Andreas Lang            | Danmark      | Højre back   |
| 6   | Nikolaj Svalastog       | Danmark      | Venstre fløj |
| 7   | Peter Lausten           | Danmark      | Højre back   |
| 9   | Oliver Sigurd Nielsen   | Danmark      | Playmaker    |
| 10  | Nikolai Vinther         | Danmark      | Højre fløj   |
| 11  | Kasper Kisum            | Danmark      | Venstre back |
| 12  | Kasper Larsen           | Danmark      | Målvogter    |
| 14  | Jacob Bagersted         | Danmark      | Stregspiller |
| 18  | Morten Bjørnshauge      | Danmark      | Stregspiller |
| 19  | Malthe Damgaard         | Danmark      | Playmaker    |
| 20  | August Wiger            | Sverige      | Playmaker    |
| 22  | Marius Ferkingstad      | Norge        | Stregspiller |
| 24  | Sebastian Augustinussen | Danmark      | Højre back   |
| 25  | Kristian Stranden       | Norge        | Venstre back |
| 26  | Rasmus Bech             | Danmark      | Målvogter    |
| 27  | Alec Smit               | Danmark      | Højre fløj   |
| 29  | Viktor Nevers           | Danmark      | Højre fløj   |
| 66  | Noah Gaudin             | Frankrig     | Playmaker    |
| 67  | Tobias Møller           | Danmark      | Venstre fløj |

### Trænerstab
| Position        | Navn                     |
| --------------- | ------------------------ |
| Cheftræner      | Rasmus Glad Vandbæk      |
| Målvogtertræner | Jean Callesen            |
| Holdleder       | Poul Hansen              |
| Holdleder       | Sonny Johansen           |
| Holdleder       | Mona Blank               |
| Fysioterapeut   | Lasse Rumley             |
| Fysioterapeut   | Christine Palm Hansen    |
| Kiropraktor     | Lone Kousgaard Jørgensen |
| Kiropraktor     | Søren Jean Larsen        |
| Kiropraktor     | Cecilie Ryg              |
| Massør          | Jens Bremer Sørensen     |
| Ernæring        | Christian Lehmann        |
| Coaching        | Michael Wellemar         |